# Химична връзка
Химичната връзка представлява връзката, която се осъществява между градивните частици йоните във веществата. Химичната връзка се осъществява чрез обща електронна двойка. Основна причина при свързването на атомите е понижаването на енергията им в хода на взаимодействието, защото телата с по-ниска енергия са по-стабилни.
Макар и разнообразни, всички химични процеси се свеждат до разкъсване на връзките в елементарния строеж на изходните вещества и изграждане на връзки между атомите в молекулите на продуктите на реакцията. При всяка химична реакция даден вид молекули се разрушават за сметка изграждането на други.
Всички химични процеси протичат между атомни системи, състоящи се от ядро и електронна обвивка. Обикновено химичните процеси са тези, при които ядрата в системата остават неизменни – не се разрушават, не възникват от други елементарни частици и не се превръщат едни в други. Електроните също остават непроменени – те само биват споделяни между атомите. Тоест при химичните процеси протича преразпределяне на системите от ядра и електрони между отделните частици (най-често атоми или йони), участващи в реакционната смес.

## Развитие на понятието

### Историческо развитие
Древногръцките философи наблюдавали, че едни вещества се свързват по между си, а други – не. Емпедокъл обяснява този факт с „обичта“ и „ненавистта“ на веществата. Ломоносов наподобява свързаността на атомите със сцеплението между зъбни колела.
По-сериозни опити да се обясни механизмът на възникването на химичната връзка датират от началото на 19 век. След като химиците открили, че явлението електролиза се отнася за водата, разтворените в нея соли и разтопените основи, химичното свързване било сведено до електрични сили. Така се появила електрохимичната теория на Берцелиус през 1810 г. Според тази теория химичната връзка възниква в резултат на взаимодействието между противоположно заредени атоми и атомни групи. Тази така наречена „дуалистична“ била опровергана, когато се изяснило, че могат да се свързват и елементи от един и същ тип, както и от един и същ елемент. Тъй като Берцелиус не можел да обясни съединенията, получени от свързването на въглерода (органичните съединения), той предположил наличие на „жизнена сила“ vis vitalis, която скоро също била опровергана. След установяването на съществуването на двуатомните газове, дуалистичната теория била окончателно отхвърлена.
В периода на оформяне и утвърждаване на атомно-молекулната теория, било прието понятието валентност (1852 г.), послужило като база за структурната теория на Бутлеров (1861 г.), стехиометричната теория на Вант Хоф и Льо Бел (1874 г.) и координационната теория на Вернер за комплексните съединения (1893 г.). В структурните формули химичната връзка се означава с валентна чертичка. Развиващата се на тези четири теории валентност допуска принципна възможност за възникване на връзки между какви да е атоми, но се отчита, че всъщност едни елементи се свързват, а други – не. Така, валентната теория признава специфичността на химичното взаимодействие, без да придава абсолютно значение на тази специфичност, каквато е имала в дуалистичната теория.
След откриването на електрона и изясняването на атомния строеж, въпросът за химичната връзка е преразгледан. Появили се първите опити за обясняване на химичните явления от гледна точка на електронните явления. Писарджевский (1913 г.) дал пръв обяснение на окислително-редукционните процеси с обмяна на електрони. През 1916 г. Косел предложил теория, в основата на която лежи представата за завършеността на външната осемелектронна обвивка на благородните газове. Според Косел тази структура прави благородните тазове нереактивоспособни. Всички останали елементи нямат такава структура в атомите си и образуват химични съединения. В хода на реакциите, елементите, които не притежават такъв осемелектронен слой, се стремят да го изградят чрез приемане или отдаване на електрони. И в двата случая те стават електрически заредени и противоположно заредените се привличат съгласно закона на Кулон. Тази теория обяснила образуването на огромен слой неорганични съединения, особено от типа на солите. Но образуването на въглеродни вериги и строежът на органичните съединения не могли да бъдат обяснени чрез тези електростатични представи. Още по-малко било тяхното приложение в двутомните молекули от типа H2, O2 и N2, където прескачането на електрони от един в друг атом и образуване на йонна връзка е неприемливо.
Опит за подобряване на теорията на Косел направил руският химик Беркенхайм (1915 г.) Съгласно неговата теория въглеродът има смесени функции – спрямо атоми като хлора е електроположителен, а спрямо атоми като водорода е електроотрицателен. При такова взаимодействие е невъзможно образуването на чисто йонни връзки.
През 1916 г. Люис предложил своята теория на валентността, която много се доближава до теорията на Беркенхайм. Основният постулат в тази теория също е образуването на електронна структура, отговаряща на атомите на инертен газ чрез привличане на електрони от друг атом. Но тук образуването на октетна структура става не чрез прескачане на електрони от един атом към друг, а чрез електронни двойки, в състава на които влиза по един електрон и от двата атома. Така изградените електронни двойки осъществяват свързването на атомите в молекулите.
Електронните теории за образуването на химичната връзка възникнали на химична основа. Най-новата и най-съвършената от тях – теорията на Люис – получава по-нататъшно развитие и изчерпателно обосноваване с квантово-механичната теория за строежа на атома.

### Съвременно схващане
Един от основните проблеми на съвременната химия е изясняване на природата на различните взаимодействия между атомите, същността на химичната връзка. Решаването на този въпрос позволява да се обясни голямото разнообразие на химичните съединения, на техните свойства и на реакционната им способност. Създаването на съвременна теория за химичната връзка стана възможно едва след изясняването на строежа на електронната обвивка на атомите на химичните елементи. Утвърдена е представата за електричната природа на силите, обуславящи химичното сродство между атомите и възникването на химична връзка.
В атомната макротела съществува сложна зависимост между вечно движещите се ядро и електрони. Взаимната зависимост между всички тези частици се усложнява допълнително при участието им в химични реакции, в основата на които стои образуването и разрушаването на химичните връзки.
Всички електрони в макросистемата „реакционна смес“ се делят на два вида:
1. Електрони, свързани с ядрата в сравнително устойчиви комплекси (т. нар. „атомен остатък“),[1] които не се изменят при химичните реакции. За откъсването на електрон от такъв комплекс е необходима енергия, по-голяма от тази, получаваща се при обикновена химична реакция.
2. Електрони, по-слабо свързани с ядрата. Тяхното откъсване може да се осъществи със сравнително малка загуба на енергия, която се обезпечава с получаването на химичното съединение. Тези електрони участват в образуването на химичната (валентната) връзка между атомите за образуване на молекулите на простите и сложните вещества. Те са валентни електрони.

Здравината на връзката между електрона и ядрото се измерва с йонизационна енергия – работата, която трябва да се извърши за откъсването на електрона от атома. По тази енергия се съди и дали един електрон е валентен или е част от атомния остатък.
В процеса на химична реакция не стават количествени промени в атомния остатък. Влизащите в състава му електрони се възбуждат, но това не довежда до химична подвижност (до откъсване). Съставът и структурата на този остатък имат съществено влияние върху поведението на валентните електрони.
Според теориите на квантовата механика, е най-приемливо и сравнително прегледно е тя да бъде обяснена чрез спин-валентостта. Основната идея на тази теория е, че образуването на валентна връзка е възможно, ако в най-външните (валентните) слоеве на два атома има по един свободен електрон с противоположни спинове. Така, при енергетично изгодни условия, приближаването на тези два атома на оптимално разстояние ще образува обща електронна двойка:
Тази теория позволява и обясняването на сложни, двойни и тройни връзки.
Според законите на квантовата механика здравината на химичната връзка се обуславя от два фактора:
1. Степен на припокриване на електронните облаци на валентните електрони. Когато връзката е осъществена между s-s и p-p електрони, молекулният електронен облак се разполага симетрично между двата атома и притежава по-голяма плътност, отколкото при отделните атоми. Така, максималната плътност на молекулният електронен облак се разполага симетрично на двете атомни ядра при взаимодействие на електрони с антипаралелни спинове. Така се осъществява и химична връзка. При паралелни спинове на електроните няма припокриване на електронни облаци и не протича химичен процес.[1]
2. Насоченост на валентната връзка.

## Характеристики

### Кратност
Дадена химична връзка може да е единична (проста), или сложна – двойна, тройна или четворна.

### Дължина
Тъй като електроните се разглеждат като обемен триизмерен облак, разстоянието между два припокриващи се електронни облаци, определя дължината на дадена химична връзка.

### Диполен момент
Разликите в електроотрицателността на двата атома, образуващи връзката, определят диполния ѝ момент. Бележи се с D.

## Видове химична връзка

### Според вида на подслоя – s-, p-, d- и f-вид и хибридизация
Заради четирите квантови числа, съществуват четири вида химични връзки – s-, p-, d- и f-вид, всяка със своите специфичности. При енергетично изгодни условия е възможно хибридизирането (изравняване по дължина и форма) на няколко електрона от атома.
Понякога припокриването на електронни облаци (особено при голям брой от тях) води към пълно изменение на тяхната форма и получаване на друга, нова и различна форма. Това явление се нарича хибридизация (изравняване) на химичната връзка, а получените връзки – хибридни.

### Според вида на симетрията – сигма, пи, делта и фи
Орбиталите на валентните електрони може да се припокриват в различна степен. Основните типове връзки, които възникват в резултат на припокриването, се означават като σ-връзка и π-връзка. Сигма връзката се получава в резултат на припокриване на електронните облаци по основната линия (Z-Z), съединяваща ядрата на атомите. Пи връзката се образува чрез припокриване на електронните облаци по посока, перпендикулярна на основната линия. Тъй като молекулите са триизмерни, се обяснява наличието на две π-връзки.